# 풍계리 핵 실험장

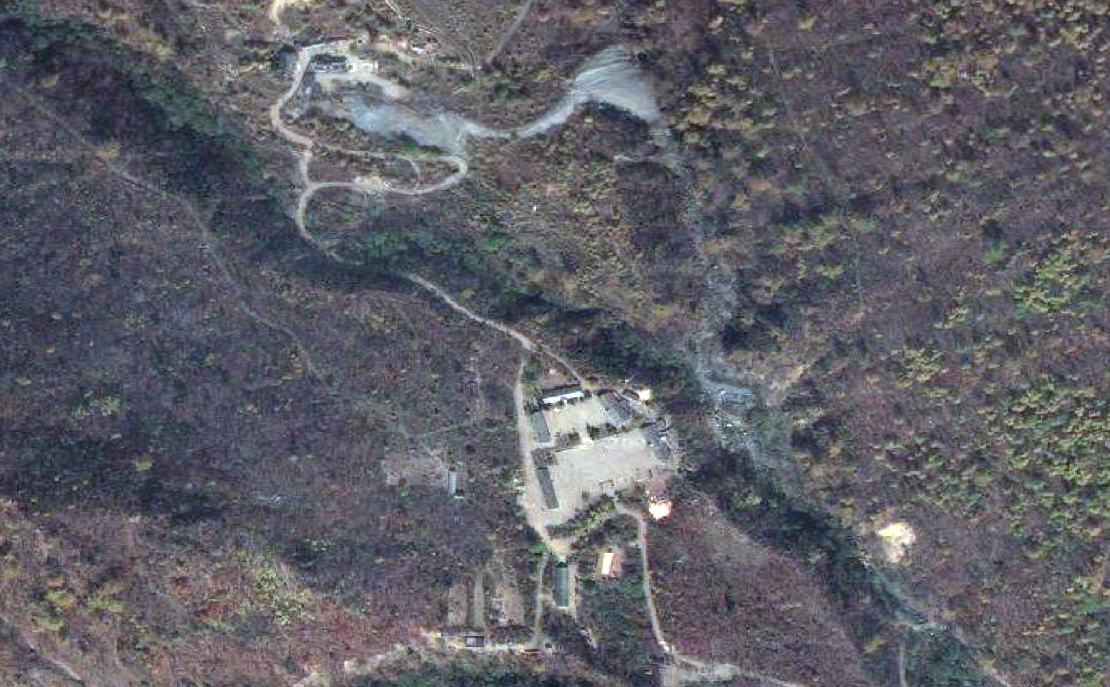

풍계리 핵 실험장(豊溪里 核 實驗場)은 조선민주주의인민공화국 함경북도 길주군 풍계리에 위치한 핵 실험장이다. 이 곳에서 총 6회의 지하 핵 실험을 하였다. 2017년 북핵 위기가 발생하고, 2018년 북미 간에 비핵화 협상이 진행되자, 조선민주주의인민공화국 측은 비핵화 이행을 위해 2018년 5월 24일 풍계리 핵 실험장을 폭파해 폐기하였다.

## 위치
만탑산의 남쪽에 풍계리에서 12 km 북쪽에 화성 정치범수용소에서 2 km 서쪽에 위치하고 있다.

## 인권 유린
워싱턴의 민간단체인 북한인권위원회(HRNK)가 16호 관리소(화성 정치범수용소) 수감자들을 핵 실험장 건설과 보수 유지에 강제로 동원했을 가능성이 있는 여러 근거들을 제시했다. 그리고 핵실험이 핵실험장 인근 길주군 주민들의 인체에 나쁜 영향을 미쳤지만 북한 당국의 매몰찬 결정에 치료도 제대로 받지 못하고 있다.

## 1차 핵 실험
조선민주주의인민공화국은 2006년 10월 9일 1차 핵 실험을 하였다. 대한민국 지질자원 연구원이 2006년 10월 9일 오전 10시 35분 조선민주주의인민공화국 함경북도 화대군에서 리히터 규모 3.58의 지진파를 감지하였다.
세르게이 이바노프 러시아 부총리 겸 국방장관은 2006년 10월 9일 각료회의에서 최대 15kt급 핵 실험이 있었다고 밝혔다. 그러나 서방과 대한민국에서는 1kt급 핵 실험이었다고 평가하고 있다.
영국의 핵 전문가인 존 라지 박사는 수평 갱도에서 이뤄지는 이번 조선민주주의인민공화국의 핵 실험은 과거 러시아가 개발한 방식으로서 핵 실험의 규모, 장소를 추정하는 데 사용하는 지진파(P파)를 교란할 수 있다고 말했다.
조선민주주의인민공화국은 핵 실험 2시간 전에 러시아에 알리고, 중화인민공화국에 20분전쯤 알려주었으며, 중화인민공화국이 이를 대한민국과 미국 등에 알려 주었다.

## 2차 핵 실험
조선민주주의인민공화국은 2009년 5월 25일 2차 핵 실험을 하였다. 대한민국 기상청은 2009년 5월 25일 오전 9시 45분 함경북도 길주군 인근인 진앙지 위치 북위 41° 28′  동경 129° 13′  / 북위 41.467°  동경 129.217° 에서 리히터 규모 4.5의 지진이 감지됐다고 밝혔다.
1차 핵 실험은 TNT 1kt의 폭발 규모였으나 이번에는 2kt ~ 3kt 규모일 가능성이 커 보인다는 대한민국 국방부 전문가의 분석이 보도되었다.

## 3차 핵 실험
조선민주주의인민공화국은 2013년 2월 12일 3차 핵 실험을 하였다. 대한민국 기상청이 2013년 2월 12일 오전 11시 57분 함경북도 길주군 인근인 진앙지 위치 북위 41° 24′  동경 129° 51′  / 북위 41.400°  동경 129.850° 에서 리히터 규모 4.9의 지진을 감지하고 이를 공식적으로 밝혔다.
3차 핵 실험에서의 위력은 규모 4.9의 지진에 폭발력이 6~7kt일 것으로 추정되며 이는 규모 3.9에 폭발력 1kt이던 1차 핵 실험 및 4.5에 폭발력 2~6kt이던 2차 핵 실험과 비교할 때, 1945년 일본 히로시마에 투하됐던 원자 폭탄의 절반 수준으로 커진 것이다.